# Cerdistus setosus
Cerdistus setosus är en tvåvingeart som först beskrevs av Hardy 1920.  Cerdistus setosus ingår i släktet Cerdistus och familjen rovflugor. Inga underarter finns listade i Catalogue of Life.